# آکانتیت
آکانتیت (Acanthite) با فرمول شیمیایی (Ag2S) کانی تقریباً کمیابی است که در شرق آلمان، جمهوری چک، نروژ، بریتانیا، مکزیک و آمریکا یافت می‌شود.
این کانی در Hcl و HNO3 و آمونیاک حل می‌شود، قابل انعطاف است و می‌توان آن را با چاقو برید همچنین سطح آن خاردار است.

## نگارخانه

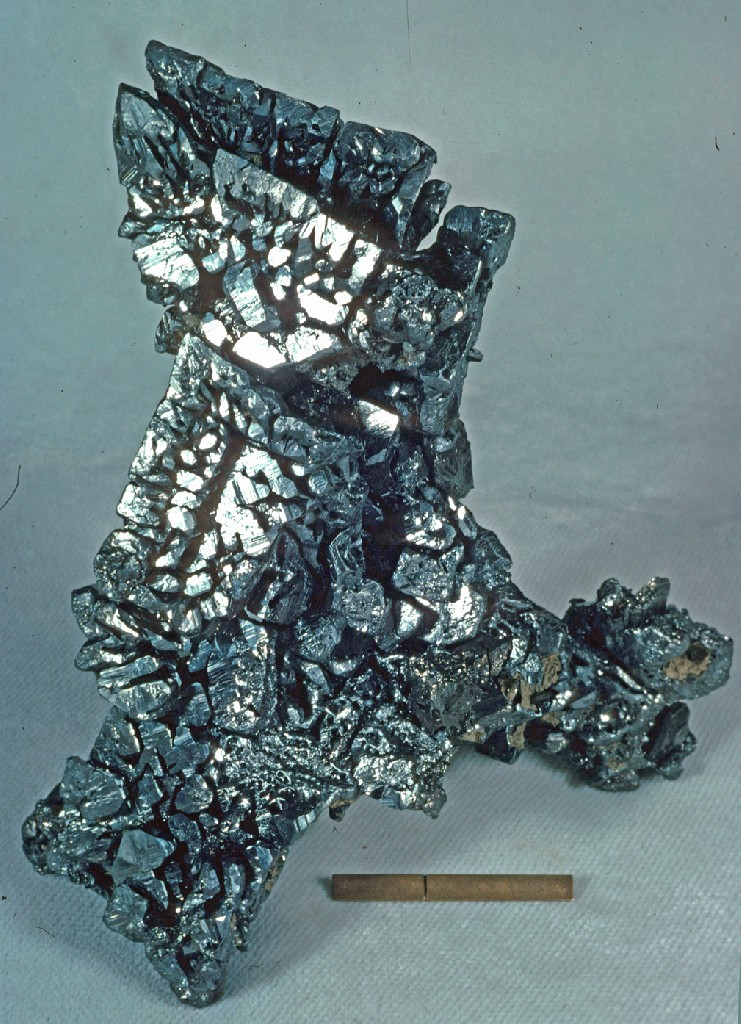
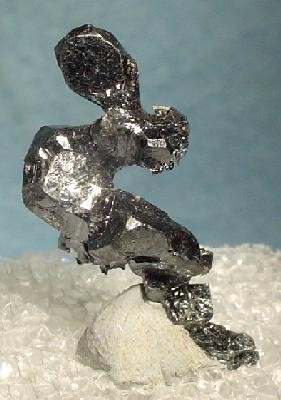